# Benjamin Gaillon
Benjamin Gaillon (o François Benjamin Gaillon (Ruan, 2 de junio de 1782 - Boulogne-sur-Mer, 4 de enero de 1839) fue un algólogo micólogo francés especialista en plantas marinas.
Tempranamente se interesó por las Ciencias naturales y se aplicó al estudio de la Botánica muy particularmente.
Ponía mucha atención al visitar aguas y riberas del mar, sobre la flora, y se dirigía a las numerosas sociedades científicas, como las Sociedades linneanas de París, de Lyon, de Bordeaux, de Normandía, a la Academia de Ruan y a la "Sociedad de Emulación de Ruan".
En su ensayo acerca de la vida de las ostras, Gaillon determina, por observaciones microscópicas, que el color verde que caracteriza a ciertas épocas del año a las depositadas en los parques, ese gusto particulr que adquieren en ese estado tan deseable para los gastrónomos se debe a animalículos infusorios del género Vibrion que pululan por miríadas en ciertos periodos del año, y donde se alimentan las ostras.
Gaillon participa, con Christiaan H. Persoon (1755-1837), Jean-Baptiste Dechauffour de Boisduval (1799-1879) y de Louis A. de Brébisson (1798-1872), en la Flore générale de France ou Iconographie, description et histoire de toutes les plantes, editada por Jean Loiseleur-Deslongchamps (1774-1849) (Ferra joven, París, 1828-1829).

### Obras
- Aperçu d'histoire naturelle et observations sur les limites qui séparent le règne végétal du règne animal, Boulogne, Le Roy-Mabille, 1833
- Aperçu microscopique et physiologique de la fructification des thalassiophytes symphysistées, Rouen, F. Baudry, 1821
- Essai sur les causes de la couleur verte que prennent les huîtres des parcs à certaines époques de l'année, Rouen, P. Périaux père, 1821
- Expériences microscopiques et physiologiques sur une espèce de Conferve marine, production animalisée, et réflexions sur plusieurs autres espèces de productions filamenteuses analogues, considérées jusqu'alors comme végétales, Rouen, F. Baudry, 1823
- Résumé méthodique des classifications des Thalassiophytes, Strasbourg, F.-G. Levrault, 1828

## Fuente
- Théodore-Éloi Lebreton, Biographie rouennaise, Rouen, Le Brument, 1865

- La abreviatura «Gaillon» se emplea para indicar a Benjamin Gaillon como autoridad en la descripción y clasificación científica de los vegetales.[1]